# PGC 67671
LEDA/PGC 67671 ist eine Balken-Spiralgalaxie vom Hubble-Typ SABdm im Sternbild Kepheus am Nordsternhimmel. Sie ist schätzungsweise 75 Millionen Lichtjahre von der Milchstraße entfernt.
Inmitten der Gaswolken und der dunklen Staubfahnen bildet diese Galaxie aktiv neue Sterne, was an den blau leuchtenden Flecken in ihren äußeren Armen zu erkennen ist. 1995, 1997 und 2011 wurden in und in der Nähe von UGC 11861 drei Supernovaexplosionen beobachtet. Bei den beiden früheren Supernovae handelte es sich um Supernovae des Typs II, die durch den Kollaps eines massereichen Sterns am Ende seines Lebens entstehen.